# Wapen van Echten

Het wapen van het waterschap Echten

Het wapen van het waterschap Echten werd op 15 mei 1939 bij Koninklijk besluit aan het waterschap Echten verleend. Het betreft hier de plaats Echten in de provincie Friesland. In 1969 ging het waterschap op in het nieuwe waterschap De Stellingwerven. Hiermee verviel het wapen.

## Beschrijving
De blazoenering luidt als volgt:
In keel een rijksappel van goud en een schildvoet geschakeerd van liggende blokjes van zilver en sabel in vier rijen, elke rij van zeven blokjes. Het schild gedekt met een gouden kroon van drie bladeren en twee paarlen.
De heraldische kleuren zijn: goud (geel), keel (rood), sabel (zwart) en zilver. Het schild is gedekt met een gravenkroon.

## Symboliek
De rijksappel komt uit het wapen van Lemsterland, waarin het grondgebied van het waterschap lag. Waar de rijksappel oorspronkelijk naar verwijst is onbekend. Verder verwijzen de blokjes in de schildvoet naar de veenplassen en veengronden, in de veenpolder.

## Vergelijkbare wapens

Het wapen van Lemsterland
Het wapen van Doniawerstal
Het wapen van Vierde en Vijfde Veendistrict
Het wapen van Groote Sint Johannesgaster Veenpolder